# Sahrawi Arabische Democratische Republiek
De Sahrawi Arabische Democratische Republiek (SADR), Arabisch: الجمهورية العربية الصحراوية الديمقراطية Al-Jumhūrīyâ al-Arabīyâ as-Sahrāwīyâ ad-Dīmuqrātīyâ, ook bekend als Arabische Democratische Republiek Sahara (ADRS) is een republiek, die qua grondgebied overeenkomt met Westelijke Sahara.  De SADR is in de loop der tijd erkend door 84 VN-staten, maar onder diplomatieke druk of uit economische overwegingen heeft een groot aantal daarvan deze erkenning later weer ingetrokken. Eind 2020 had de SADR diplomatieke betrekkingen met circa 30 staten.
De regering in ballingschap controleert maar een klein deel van het gebied. Marokko, dat hetzelfde gebied claimt als een provincie van haar grondgebied, controleert het grootste deel van de in 1976 uitgeroepen republiek.
De Westelijke Sahara is een woestijngebied met rotsachtig en zandig oppervlak van ongeveer 266.000 vierkante kilometer. De SADR heeft hiervan een smal, hoekig gedeelte in het oosten in handen (de zogeheten "Vrije Zone"), dat van de rest gescheiden wordt door de Marokkaanse barrière. De SADR claimt al Ajoen (Laâyoune, El Aaiún) als hoofdstad, maar die stad is in handen van Marokko. De zetel van de SADR bevindt zich nabij Tindouf, Algerije. Hier bevinden zich een aantal grote vluchtelingenkampen voor mensen uit de Westelijke Sahara. Het bestuur van het 'bevrijde' gebied vond aanvankelijk plaats vanuit Bir Lehlou, een stadje in het noordoosten van de Westelijke Sahara dat de facto als hoofdstad van de republiek diende. Sinds 2011 is Tifariti, eveneens op Saharaans grondgebied, de de facto hoofdstad.

## Geschiedenis
Van 1884 tot 1975 was het gebied, bestaand uit de regio's Saguia el Hamra en Rio de Oro, een kolonie van Spanje onder de naam Spaanse Sahara. Sindsdien is de status van de Westelijke Sahara omstreden. In 1975 sloten Marokko en Mauritanië een verdrag waarbij zij overeenkwamen dit gebied te delen, en gedeeltelijk bij elk van beide landen in te lijven, hetgeen internationaal niet erkend wordt. Mauritanië trok zich in 1979 terug, waarna Marokko het bestuur over de voorheen door Mauritanië bezette gebieden overnam. Op 27 februari 1976 riep het Polisario, in naam van het Sahrawi-volk en alleen gesteund door Algerije, in Bir Lehlou de onafhankelijkheid uit. De gewelddadigheden tussen het Polisario en Marokko stopten grotendeels in 1991, hoewel in 2005 in de door Marokko bezette delen de Intifada voor de onafhankelijkheid uitbrak.

## Politiek
Het gehele bestuur van de SADR bestaat uit leden van het (Front) Polisario dat militair en diplomatiek gesteund wordt door onder andere Algerije. Het Front Polisario is het guerrillaleger dat in 1973 is opgericht door Polisario om een gewapende strijd te voeren tegen de Spaanse kolonisator voor de bevrijding van de Westelijke Sahara. Sinds 1976 strijdt hij tegen de Marokkaanse bezetting in het gebied.
Het parlement van de republiek, de Nationale Raad van de Sahrawi, bestaat uit 53 leden, allemaal van Polisario.

### Leiders van de SADR
- President: Brahim Ghali
- Premier: Abdelkader Taleb Omar

Omdat Marokko het Polisario en de leiders van de SADR niet erkent, beschouwt het zijn eigen vorst Mohammed VI als de legitieme leider van de Westelijke Sahara.

### Internationale erkenning

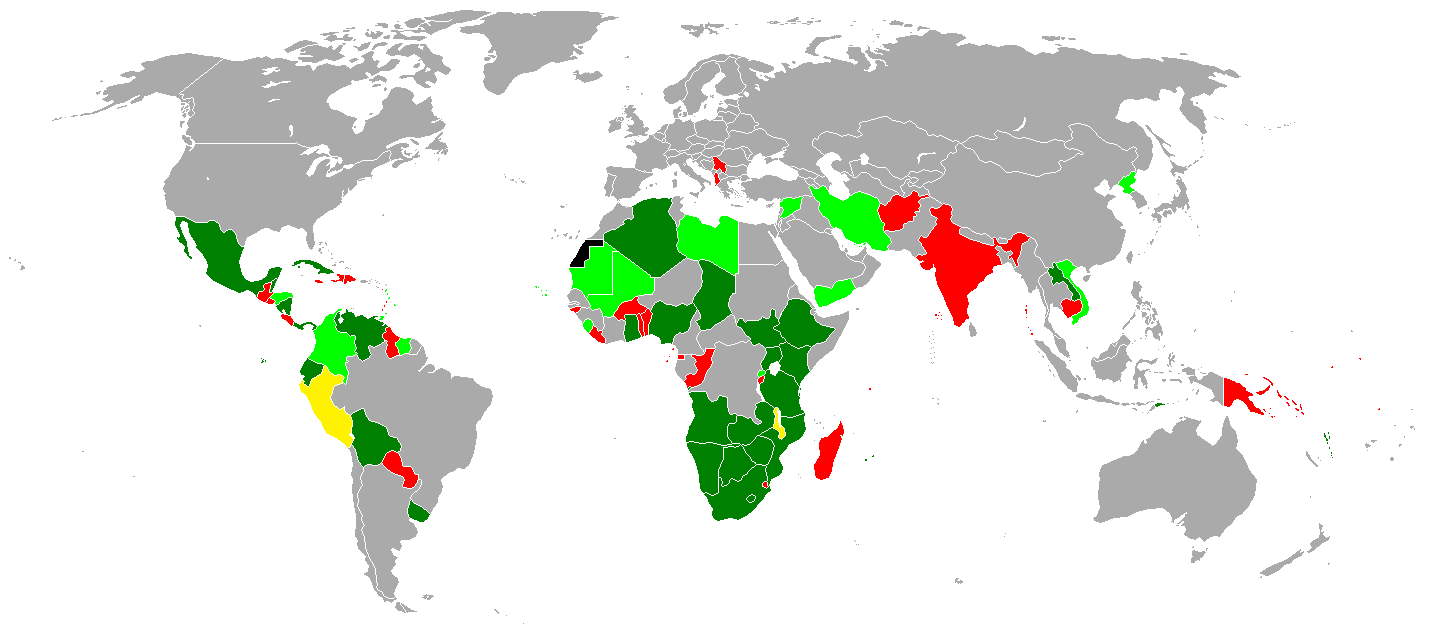
Overzicht van diplomatieke betrekkingen met SADR (2016). Zie ook deze versie.
Diplomatieke betrekkingen op ambassadeursniveau
Diplomatieke erkenning
Diplomatieke betrekkingen of erkenning bevroren of opgeschort
Diplomatieke betrekkingen of erkenning afgelast of ingetrokken

In de loop der tijd hebben 84 VN-staten plus Zuid-Ossetië de SADR erkend. Erkenning van een staat kan volgens internationaal recht niet meer worden ingetrokken; wel erkenning van een regering. Veel erkenningen van de SADR zijn later ingetrokken of opgeschort onder diplomatieke druk of uit economische overwegingen. Per eind december 2020 hadden circa 30 staten diplomatieke betrekkingen, terwijl zo'n 50 staten een eerdere erkenning hebben ingetrokken of opgeschort (zij bijgaand kaartje).
De Afrikaanse Unie steunt een onafhankelijk referendum over onafhankelijkheid, conform een resolutie van de VN-Veiligheidsraad. Marokko heeft echter een groot deel van de Sahrawi-bevolking verdreven en de vestiging van Marokkaanse kolonisten bevorderd om een dergelijke volksraadpleging in zijn voordeel te beïnvloeden.
De EU voert een opportunistisch beleid wegens economische belangen. Terwijl zij noch de Sahrawi, noch de Marokkaanse soevereiniteit over het grondgebied erkent, heeft zij herhaaldelijk handelsverdragen met de Marokkaanse bezettingsmacht gesloten voor de exploitatie van natuurlijke bronnen van Westelijke Sahara, in strijd met uitspraken van het Europees Hof van Justitie.

## Bestuurlijke indeling
De SADR gaat uit van de indeling:
- provincies (ولاية, wilāya)
  - cirkels (دائرة, daïra).
    - gemeenten (بلدية, baladiya)

Deze indeling is feitelijk alleen in de vluchtelingenkampen geëffectueerd.